# Jitzhak Ben-Ari
Jitzhak „Micki“ Ben-Ari (hebräisch יצחק בן ארי ; * 1924 in Wien als Erwin Rinden; † 19. März 2004 ebenda) war ein israelischer Diplomat.

## Leben
Er wuchs in Wien auf und besuchte dort ein Humanistisches Gymnasium. Nach dem Anschluss Österreichs im März 1938 verließ er das Land und emigrierte 1939 schließlich in das britische Mandatsgebiet Palästina. Seine Eltern wiederum emigrierten später nach England.
In Palästina besuchte er eine landwirtschaftliche Schule in Pardess-Hannah. Von 1941 bis 1947 arbeitete er als Wachmann in verschiedenen Kibbuzim und absolvierte nebenbei eine Ausbildung in der Kommunalverwaltung. Während des Unabhängigkeitskrieges von 1948 trat er der paramilitärische Untergrundorganisation Haganah bei. Nach der Staatsgründung Israels setzte er seine Ausbildung mit einem landwirtschaftlichen und juristischen Studium fort.
Von 1953 bis 1958 arbeitete Ben-Ari an der israelischen Botschaft in Paris. 1958 bis 1959 unterbrach er seine Tätigkeit im diplomatischen Dienst um Staatswissenschaften zu studieren. Während seiner weiteren diplomatischen Karriere fungierte Ben-Ari unter anderem von 1981 bis 1988 als israelischer Botschafter in Deutschland. Nach Verlassen des diplomatischen Dienstes wurde er Vizepräsident der Deutsch-Israelische Gesellschaft. Ben-Ari starb April 2004 im Alter von 80 Jahren in Wien.